# Lista de estados da Áustria por IDH

Mapa dos estados austríacos por IDH em 2017.
Legenda:
> 0.930
0.920 – 0.930
0.900 – 0.920
0.890 – 0.900
< 0.890

Esta é uma lista de estados da Áustria por Índice de Desenvolvimento Humano (IDH) em 2017.
| 1 | Viena         | 0.937 | Alemanha  |
| 2 | Salzburgo     | 0.928 | Dinamarca |
| 3 | Tirol         | 0.921 | Finlândia |
| – | Áustria       | 0.908 | Japão     |
| 4 | Estíria       | 0.902 | França    |
| 5 | Alta Áustria  | 0.898 | Eslovênia |
| 6 | Vorarlberg    | 0.896 | Eslovênia |
| 7 | Caríntia      | 0.892 | Espanha   |
| 8 | Baixa Áustria | 0.872 | Estónia   |
| 9 | Burgenland    | 0.868 | Chipre    |